# Ievgueni Kissine
Pour les articles homonymes, voir Kissine (homonymie).
Ievgueni Igorevitch Kissine (en russe : Евгений Игоревич Кисин, translittération ISO 9 : Evgenij Igorevič Kisin), connu du public sous le nom d'Evgeny Kissin,  né le 10 octobre 1971 à Moscou, est un pianiste et compositeur russe, naturalisé britannique depuis 2002 et israélien depuis 2013.

## Biographie
Né au sein d'une famille moscovite de confession juive, fils d'un père ingénieur et d'une mère professeur de piano, Ievgueni Kissine commence à jouer du piano dès l'âge de deux ans, et entre à six ans dans la très prestigieuse Académie russe de musique Gnessine de Moscou où il étudie avec Anna Pavlovna Kantor qui restera son unique professeur.
La renommée de Kissine est précoce : il est devenu célèbre très tôt comme enfant prodige. À l'âge de 10 ans, il débute dans la musique orchestrale en interprétant le Concerto KV. 466 de Mozart, et l'année suivante, donne son premier récital à Moscou. Ses talents sont remarqués sur la scène internationale en 1984, où il joue les deux concertos pour piano de Chopin dans le Grand Hall du Conservatoire de Moscou avec l'Orchestre philharmonique de Moscou sous la baguette de Dmitri Kitaïenko.
Kissine commence à se faire remarquer en Europe en 1987 au Festival de Berlin et il joue en 1988 et 1989 sous la direction d'Herbert von Karajan le Concerto pour piano nº 1 de Tchaïkovski. Il fait ses débuts aux États-Unis en 1990. Il participe en 1992 aux Grammy Awards et donne le premier récital de piano dans l'histoire des Proms londoniens en 1997.
En 2002, il obtient la citoyenneté britannique et en 2013 la nationalité israélienne, affirmant qu'en tant que juif c'est le pays qu'il veut représenter dans ses concerts.
Il se marie en mars 2017 à Prague avec Karina Arzumanova, une amie d'enfance.
En 2022, il manifeste son désaccord avec le gouvernement russe quant à ses agissements en Ukraine. Il signe notamment une lettre conjointement avec d'autres artistes à l'intention de Vladimir Poutine pour cesser la guerre. Il a continué à montrer son opposition en écrivant un trio pour piano, violon et violoncelle dédié à la guerre en Ukraine, dont la création s'est tenue à Amsterdam en Octobre 2022. En 2024, Poutine désigne le pianiste comme agent représentant les intérêts de puissances étrangères.

## Répertoire
Lors de ses concerts, Ievgueni Kissine a le plus souvent interprété les œuvres des grands compositeurs classiques et romantiques tels Haydn, Mozart, Beethoven, Schubert, Chopin, Schumann, Liszt ou Brahms. Il avoue néanmoins que son compositeur favori reste Johann Sebastian Bach dont il dit qu'il est « l'alpha et l'oméga » et qu'il n'a que très peu abordé en concert. Il préfère les récitals aux concerts symphoniques et à la musique de chambre. Il joue souvent la musique du XXe siècle, en particulier Prokofiev dont il est l'interprète inégalé, mais semble avoir peu d'affinités avec les compositeurs contemporains, bien qu'il compose lui-même.

## Composition
Ievgueni Kissine, également compositeur, a écrit plusieurs oeuvres musicales qui ont été publiées par G. Henle Verlag 
- Quatre Pièces pour piano op.1
- Sonate pour violoncelle op.2
- Quatuor à cordes op.3
- Thanatopsis op.4 pour voix de femme et piano
- Neuf lieder op.5 sur des poèmes de Boris Sandler
- Trio pour piano op.6

## Décoration
- Officier de l'ordre des Arts et des Lettres[11]